# Notre-Dame (Semur-en-Auxois)

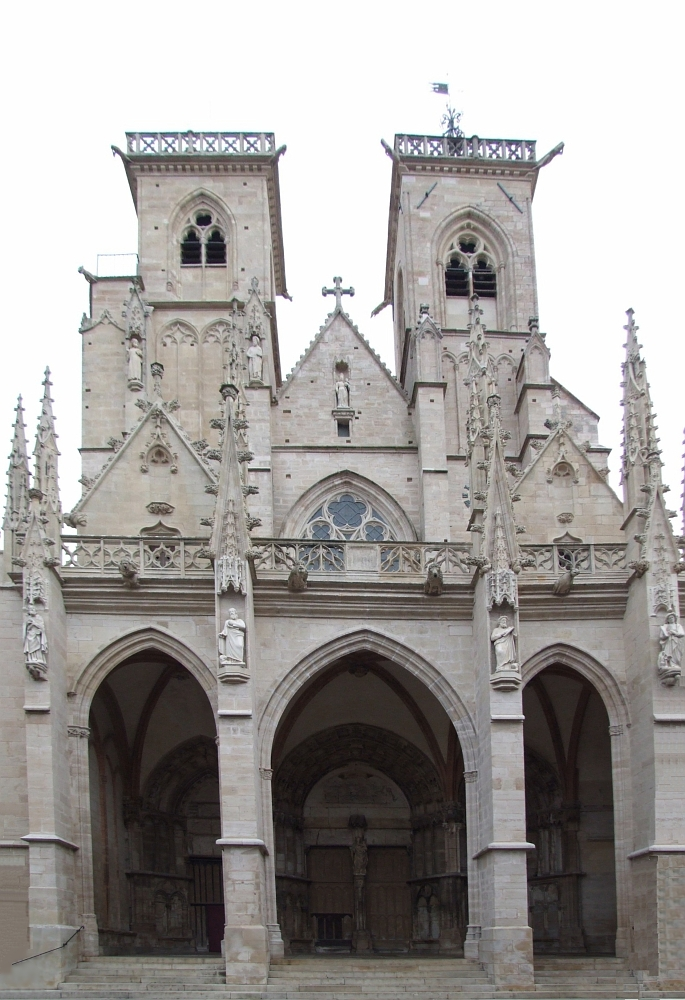
Westfassade

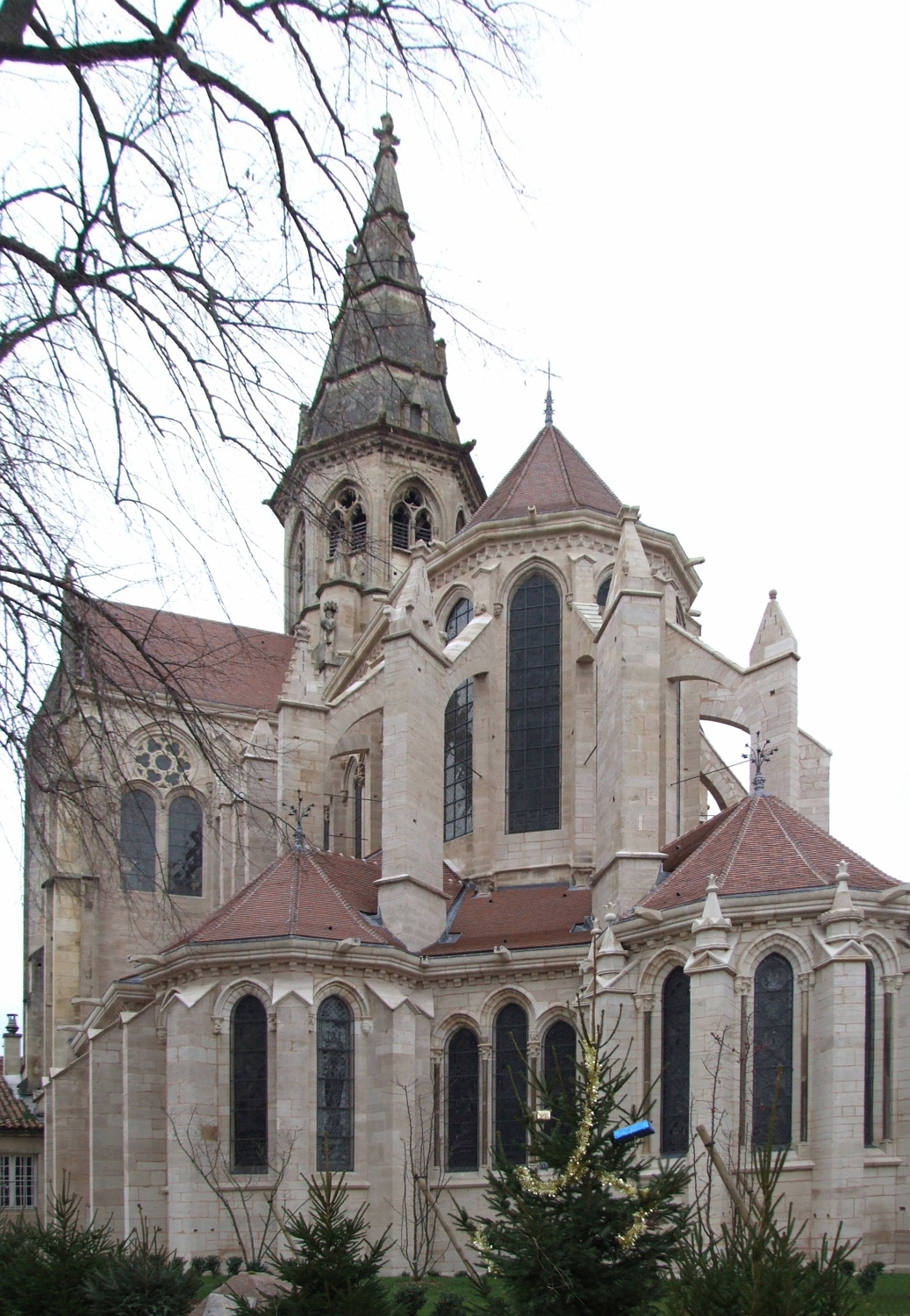
Chor und Querhaus mit Vierungsturm

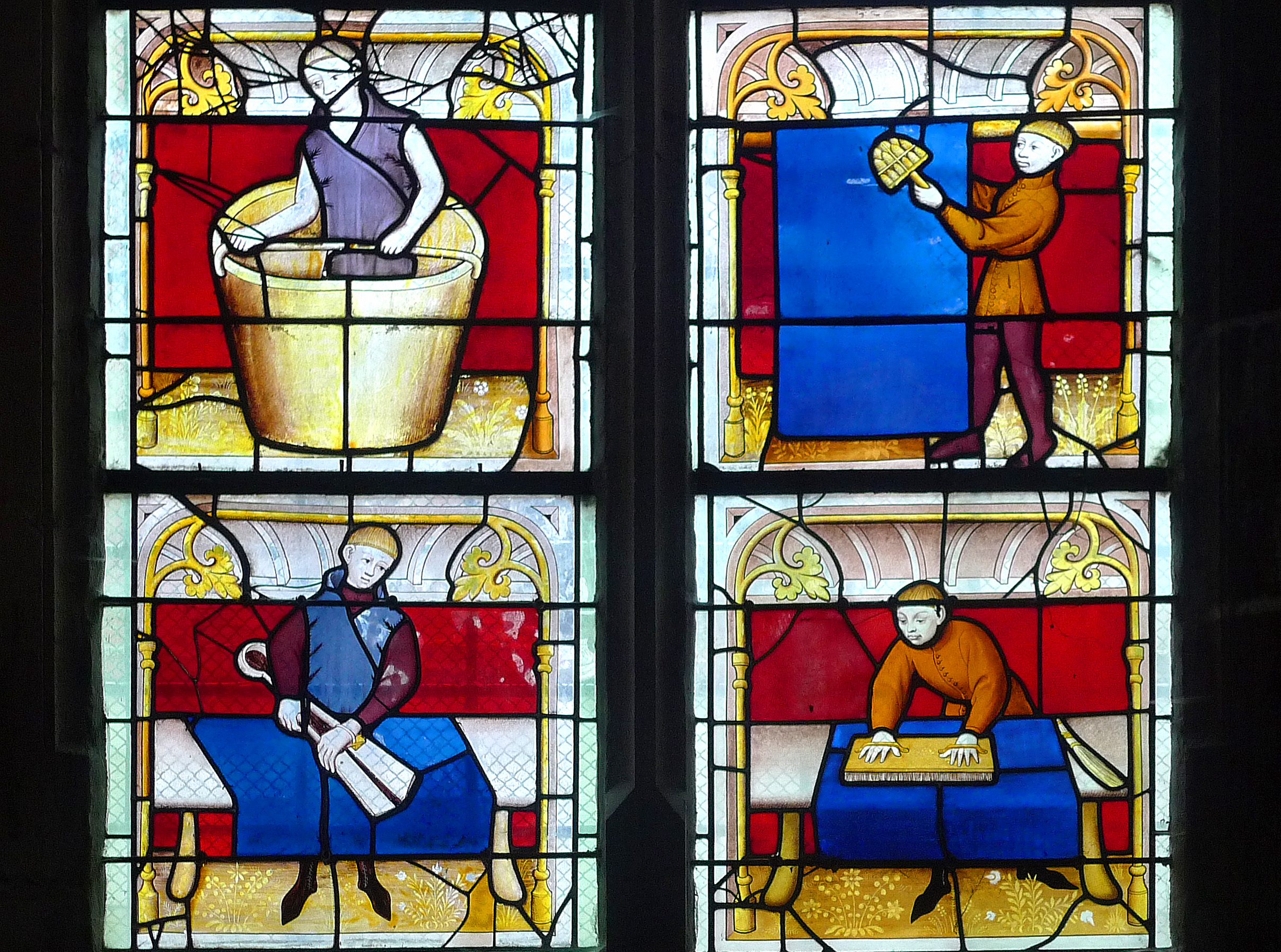
Glasfenster (Detail)

Die ehemalige Stiftskirche Notre-Dame in Semur-en-Auxois (Département Côte-d’Or) gehört zu den weniger bekannten Hauptwerken gotischer Architektur in Burgund.
Das Stift wurde 1060 oder 1065 von Herzog Robert I. von Burgund gegründet. Die zunehmende Wallfahrt (Semur war auch eine Station an einer Nebenstrecke des Jakobswegs) machte einen Neubau notwendig, der 1225 begonnen wurde. Im 14. Jahrhundert wurde die Westfassade mit Vorhalle und der Vierungsturm errichtet. Ab 1844 erfolgte eine grundlegende Restaurierung durch Viollet-le-Duc.

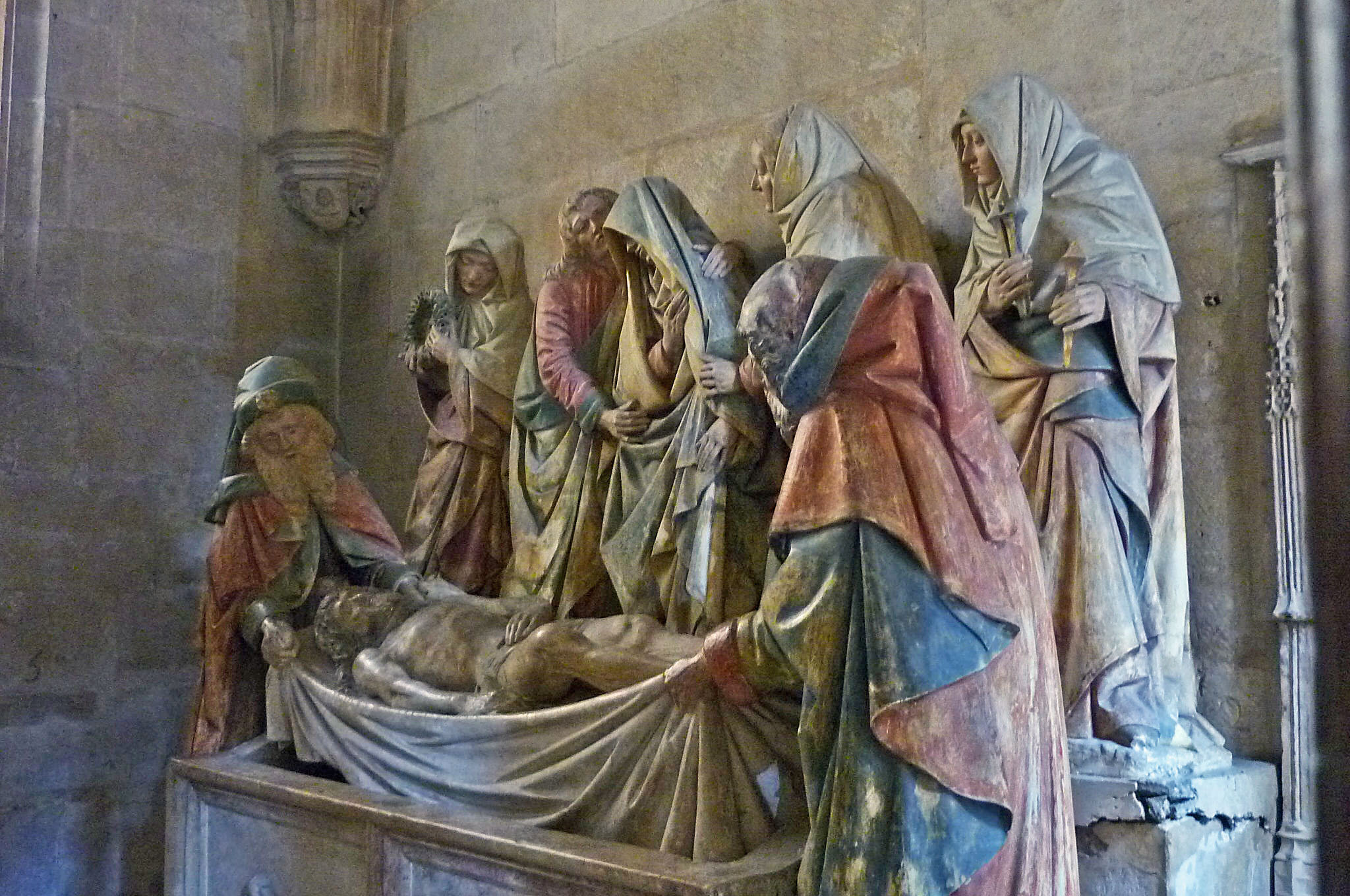
Grablegungsgruppe

Der Bau ist eine dreischiffige Basilika mit Doppelturmfassade, Querhaus mit oktogonalem Vierungsturm und fünfschiffigem Chor mit Umgang und Radialkapellen. Am ehesten vergleichbar mit der Kathedrale von Auxerre und mit Notre-Dame de Dijon repräsentiert die Stiftskirche von Semur in kleinerem Maßstab den klassischen gotischen Baustil Burgunds. Chor und Querhaus sind dreigeschossig gegliedert. Die in Burgund besonders ausgeprägte zweischalige oder „diaphane“ Wand zeigt sich hier im Triforium und im Obergaden mit Laufgang. Im Chor werden die Arkaden zum Umgang von massiven Rundpfeilern mit Knospenkapitellen getragen, über den Kämpfern sitzen die Dienste auf Würfelkonsolen, ganz in der Art wie im Langhaus von Dijon. Typisch burgundisch sind die in versetzten Höhen abschließenden Dienste im Obergadenbereich. Auch das Hauptschiff war ursprünglich dreigeschossig, das Triforium wurde beim Umbau im 14. Jahrhundert entfernt. Ansonsten prägen die Formen des 13. Jahrhunderts, die kantonierten Rundpfeiler, der Laufgang und die maßwerklosen Lanzettfenster den Bau. Charakteristisch für Semur ist das Verhältnis von Höhe und Breite in Hauptschiff und Chor, das dem Raum eine steile Schlankheit verleiht. Unterstrichen wird dieser Eindruck durch die bis zu den Gewölbeansätzen ununterbrochenen Dienste im Langhaus (vgl. Clamecy).
Im frühen 14. Jahrhundert fand der nach Westen fortschreitende Bau mit den letzten drei Jochen, den Türmen über den Seitenschiffen und der Vorhalle eine vorläufige Vollendung, bevor im 15. und 16. Jahrhundert die Seitenkapellen noch hinzukamen. Die Dreiportalanlage besaß ein umfangreiches Figurenprogramm, das jedoch komplett zerstört ist. Die heute am Trumeau stehende Madonna wurde nachträglich hier aufgestellt. Über der Vorhalle sind spätgotische steinerne Evangelistenfiguren erhalten. Am Vierungsturm sieht man Figuren mit Amphoren, die die Paradiesesflüsse symbolisieren.
Das reizvolle Seitenportal von etwa 1250 am Nordarm des Querschiffs, die Porte des Bleds, die ehemals von einer zweigeschossigen Vorhalle geschützt wurde, zeigt in zwei Registern des Tympanons die Geschichte des Apostels Thomas mit folgenden Szenen: Die Ungläubigkeit des Thomas. Die Meerfahrt nach Indien. Das Festmahl, bei dem der Koch Thomas ohrfeigt, woraufhin dem Koch die Hand abfällt. Thomas verteilt das Geld, das er vom König für den Palastbau bekommen hat, an die Armen. Der König lässt ihn ins Gefängnis stecken. Der König bekehrt sich, als Thomas ihm erklärt, dass er sich durch die Gaben an die Armen einen Palast im Himmel erworben habe. In den Archivolten erscheinen Darstellungen der Monatsarbeiten.
Die Kirche besitzt eine reiche Ausstattung des 15. bis 17. Jahrhunderts mit Glasfenstern, Steinplastiken, Holz- und Metallarbeiten. Besonders hervorzuheben ist eine 1791 aus dem Karmeliterkonvent übertragene Grablegungsgruppe des ausgehenden 15. Jahrhunderts, die als eine der schönsten ihrer Art in Burgund gilt und stilistisch in die Nähe jener Bildhauer zu rücken ist, die 1470 das Grabmal des Johann Ohnefurcht in der Chartreuse de Champmol vollendeten.